# António José de Melo Sotomaior Teles
António José de Melo Sotomaior Teles (Goa, 24 de julho de 1776 - Goa, 16 de janeiro de 1848) foi um militar luso-Indiano, brigadeiro do Exército, fazendo parte da administração colonial da Índia Portuguesa em diversas oportunidades.
Era descendente dos antigos governadores Cristóvão de Melo e João José de Melo e filho do coronel Luís de Melo. Marchou sobre Goa em 1821 para se restabelecer a ordem constitucional, compondo a Junta Provisional com Dom Frei Paulo de São Tomás de Aquino, o físico-mor António José de Lima Leitão, o desembargador João Carlos Leal e Manuel da Câmara. Permaneceria como coadministrador até 1823.
Depois das revoltas da Colônia em 1835, achou-se exilado com sua família, tendo retornado anos depois. Logo após o desastroso governo de Joaquim Lopes Lima, após uma revolta, volta a compor um Conselho de Governo em 1842, junto com António Ramalho de Sá, o vigário capitular António João de Ataíde, o conselheiro José da Costa Campos e o conselheiro Caetano de Sousa e Vasconcelos, restabelecendo a ordem na região, até a chegada do novo governador, o Conde das Antas.